# Морис де Сюлли
Мори́с де Сюлли́ (фр. Maurice de Sully; между 1105 и 1120 — 11 сентября 1196) — епископ Парижа с 1160 года, инициатор строительства Собора Парижской Богоматери.
Морис родился в простонародной семье в селении Сюлли-сюр-Луар (около Орлеана). Около 1140 года он переехал в Париж, где учился наукам, необходимым для духовной карьеры. Вскоре он стал известен как профессор богословия и красноречивый проповедник. Ранее считалось, что Морис де Сюлли начал духовную карьеру в качестве каноника в Бурже, но теперь это мнение отвергнуто. В 1159 году Морис становится архидиаконом Парижа, а 12 октября 1160 года, по инициатаве короля Людовика VII, он посвящается в епископы Парижа, став здесь преемником Петра Ломбардского.
Во время своего епископства Морис де Сюлли вёл в Париже широкую строительную деятельность. По предложению нового епископа и при поддержке короля в столице Франции в 1163 году началось строительство величественного храма — Собора Парижской Богоматери. На закладке основания собора присутствовал папа римский Александр III. В основном строительство собора было закончено ещё при жизни Мориса де Сюлли: в 1185 году католический патриарх Иерусалима Эраклий провёл службу в почти готовом храме. Морис также перестроил парижскую синагогу, конфискованную у евреев королём Филиппом II Августом в 1182 году, и освятил её как христианскую церковь (сейчас на этом месте находится церковь Святой Магдалины). Он также перестроил епископский дворец, в котором в 1179 году состоялась коронация Филиппа II как соправителя своего отца.
Морис де Сюлли пользовался доверием как короля Людовика VII, так и его сына Филиппа Августа. В 1162 году он сопровождал Людовика VII на встречу с Фридрихом I Барбароссой в Сен-Жан-де-Лоень, а во время Третьего крестового похода был одним из хранителей королевской казны.
В конфликте между Томасом Бекетом и королём Англии Генрихом II Морис де Сюлли встал на сторону первого, направив 3 письма в защиту Бекета папе римскому Александру III (изданы Минем в PL, том CC, 1419—1422). Морис запретил отмечать в своей епархии праздник Непорочного зачатия Девы Марии, однако выступал в защиту учения о воскрешении плоти, против которого выступали некоторые знатные лица; защищая этот тезис, он приводил свидетельства Священного писания (Иов 19:25-27). Также епископ Морис был автором трактата «Канон Мессы», сохранившегося в одной из рукописей в Бурже. Сохранились и его многочисленные проповеди. Часть из них написана по-французски, часть на латыни. Современные историки предполагают, что латиноязычные проповеди не предназначались для оглашения в церкви, а были написаны в качестве полемических трактатов, а франкоязычные проповеди являются изложением латиноязычных, сделанными последователями де Сюлли (проповеди изданы в PL, том CCV, 897—914).
Хотя Морис де Сюлли до самой своей смерти оставался епископом Парижа, в конце своей жизни он удалился в монастырь Сен-Виктор, где умер 11 сентября 1196 года. Его преемником на епископской кафедре Парижа стал Одо де Сюлли.